# Gabriela Montero
Niektóre z zamieszczonych tu informacji od 2021-01 wymagają weryfikacji.
Dokładniejsze informacje o tym, co należy poprawić, być może znajdują się w dyskusji tego artykułu.
 Po wyeliminowaniu niedoskonałości należy usunąć szablon  z tego artykułu.
Gabriela Montero (ur. 10 maja 1970 w Caracas) – wenezuelska pianistka klasyczna, laureatka III nagrody na XIII Międzynarodowym Konkursie Pianistycznym im. Fryderyka Chopina w Warszawie w 1995.

## Kariera
Naukę gry na fortepianie rozpoczęła w wieku 4 lat. Jej pierwszą nauczycielką była Lyl Tiempo (matka wenezuelsko-argentyńskiego pianisty Sergia Tiempa). Jej pierwszy publiczny występ miał miejsce w wieku pięciu lat. W wieku 8 lat po raz pierwszy zagrała koncert z orkiestrą. Wykonała wtedy Koncert fortepianowy D-dur skomponowany przez Franza Josepha Haydna (1732–1809), najstarszego z grupy tzw. klasyków wiedeńskich. Mając dwanaście lat zwyciężyła w konkursie Baldwin i "AMSA Young Artist Międzynarodowym Konkursie Pianistycznym" wykonując Koncert fortepianowy Symfoniczną Orkiestrą z Cincinnati. Jest matką dwóch córek i mieszka w Bostonie.